# 拉拉馬尼山
14°36′35″S 71°11′25″W / 14.60972°S 71.19028°W
拉拉馬尼山（Laramani），是秘魯的山峰，位於該國南部庫斯科大區，由卡納斯省和埃斯皮納爾省負責管轄，屬於安地斯山脈的一部分，海拔高度4,923米。